# W pogoni za Jonas
W pogoni za Jonas to miniserial (3 odcinki po 4 minuty) nadawany przez Disney Channel w oczekiwaniu na premierę serialu Jonas w październiku 2009. Serial ukazuje perypetie dwojga polskich fanów, którzy udają się w podróż do Londynu, w nadziei na spotkanie ze swoimi idolami. Widzowie będą mogli obejrzeć fragmenty występu braci Jonas na Wembley Arena. Jest to pierwsza polska produkcja Disney Channel.

## Opis fabuły
Akcja serialu zaczyna się w Polsce w domu rodzeństwa. Paweł i Aśka nudzą się, gdy odrabiają lekcje. Ich uwagę zajmuje jedynie zespół Jonas Brothers. Niespodziewanie mama zabiera ich do Londynu, gdzie na Wembley Arena mają występować bracia. Paweł i Aśka nie posiadają się ze szczęścia. Niestety, po wielu godzinach poszukiwań nie udało im się znaleźć braci w Londynie. Zagadką jest gitara, którą znajdują w tajemniczej taksówce. Jest całkiem podobna do tej, którą mają bracia Jonas. Paweł i Aśka postanawiają to sprawdzić i poszukują Jonasów po Londynie, by oddać im gitarę. Gdy tylko są na Wembley Arena nie mogą się powstrzymać od wejścia za kulisy.

## Bohaterowie
- Paweł (Michał Piprowski) − nastolatek, ma około 17 lat. Jest fanem Jonas Brothers. Razem z Aśką udaje się do Londynu, by ich zobaczyć. Nie lubi wizyt do fryzjera.
- Aśka (Angelika Wójcik) − nastolatka, ma około 17 lat. Jest fanką Jonas Brothers. Razem z Pawłem udaje się do Londynu, by ich zobaczyć. Ciągle nie może się zdecydować, który z braci jest jej ulubionym.

## Odcinki
| Numer odcinka | Opis | Premiera         |
| ------------- | --- | ---------------- |
| 1             | Paweł i Aśka przybywają do Londynu i szukają różnych sposobów, żeby zobaczyć zespół Jonas Brothers.                                                         | 26 września 2009 |
| 2             | Paweł postanawia pójść do miejscowego fryzjera. Jednak po strzyżeniu bardzo przypomina Joe Jonasa, przez co napadają go fanki gwiazdora, myląc Pawła z Joe. | 26 września 2009 |
| 3             | Po ucieczce od fanów Joe, dwójce bohaterów udaje się dotrzeć na Wembley Arena, gdzie są uczestnikami koncertu Jonas Brothers.                               | 26 września 2009 |